# Agrotis incommoda
Agrotis incommoda là một loài bướm đêm trong họ Noctuidae.